# Bill Reid (Musiker)
Bill Reid (* 17. Juni 1926 in Lexington, Virginia; † 10. August 2009) war ein US-amerikanischer Bluegrass-Musiker und Radiomoderator. Reid wurde zwischen 1951 und 1959 mit seiner Band Bill & Mary Reid and the Melody Mountaineers im Radio bekannt.

## Leben

### Kindheit und Jugend
Bill Reid wurde 1926 im Rockbridge County geboren und entstammte einer musikalischen Familie, da sein Vater, sein Bruder und seine Schwester ebenfalls musikalisch aktiv waren. Am 5. Dezember 1945, mit 19 Jahren, heiratete Reid seine Freundin Mary aus Keezletown, Virginia. Zur selben Zeit begann er, professionell als Musiker aufzutreten.

### Karriere
Reids Frau war ebenfalls im Musikgeschäft tätig; so war sie mit ihrer Schwester über einen lokalen Radiosender zu hören und gewann drei Mal hintereinander den Titel „Queen of Virginia Country Music Singers“ auf dem Virginia Folk Music Festival. 1951 gründeten Reid und seine Frau die Melody Mountaineers, die neben den beiden (Gitarre/Gesang/Bass) aus Curly Gardner (Gesang/E-Gitarre), Swanson Walker (Banjo), Joe Meadows (Fiddle) und Curly Lambert (Mandoline/Gitarre/Bass) bestanden.
Reid und die Melody Mountaineers spielten vor allem in Virginia, reisten aber auch in weiter entfernte Städte wie St. Louis, Little Rock und Knoxville. 1953 spielten Reid und seine Band in der Umgebung von Farmville, wo sie neben einer Show auf WFLO auch mit A. P. Carter, einem ehemaligen Mitglied der originalen Carter Family, auftraten. Ungefähr zur selben Zeit spielten Reid und die Melody Mountaineers die ersten Platten für Columbia Records ein. Einige der Songs, die aufgenommen wurden, schrieb Reid selbst, unter anderem Blue Ridge Waltz, In the Valley, You’re Stepping Out on Me und Sweet Lovin’ Man. Ende der 1950er Jahre wurden auch einige Singles für Starday Records eingespielt.
1959 trennten sich Reid und seine Frau, sodass die Melody Mountaineers ein Ende fanden. Reid zog nach Salem, Virginia, und schlug eine Karriere als Radio-DJ ein, in der er sich auf Bluegrass spezialisierte. Jedoch trat er nicht mehr professionell auf. Er heiratete erneut und war über Sender in Farmville, Salem und Clifton Forge zu hören.
2001 wurde Reids Band Bill and Mary Reid and the Melody Mountaineers, neben 230 anderen Bluegrass-Gruppen aus den Jahren 1940 bis 1954 als „[…] the first creators and practitioners of bluegrass music“ geehrt und erhielten ein Denkmal im International Bluegrass Music Museum.

## Diskografie
| Jahr                | Titel                                                    | #      | Anmerkungen |
| ------------------- | -------------------------------------------------------- | ------ | ----------- |
| Silver Bell Records |                                                          |        |             |
|                     | The Bloom Has Left the Roses / The Honeymoon Waltz       | 101    |             |
| Columbia Records    |                                                          |        |             |
|                     | In My Heart I Love You Yet / Blue Ridge Waltz            | 21497  |             |
|                     | Get Down On Your Knees and Pray / I’ll Never Be Lonesome | 21529  |             |
| 1956                | I Love Him Too / Your Sweet Lovin' Man                   | 21557  |             |
|                     | Who Knows Right from Wrong / You’re Stepping Out On Me   | 40837  |             |
| Starday Records     |                                                          |        |             |
| 1957                | In the Valley / She Can’t Stand the Light of Day         | 45-325 |             |
| 1958                | I Want to Be Wanted / Beautie Cutie                      | 45-343 |             |